# Reo Mochizuki
Reo Mochizuki (japanisch 望月 嶺臣 Mochizuki Reo; * 18. Januar 1995 in Ryūō, Präfektur Shiga) ist ein ehemaliger japanischer Fußballspieler.

## Karriere
Reo Mochizuki erlernte das Fußballspielen in der Schulmannschaft der Shiga Yasu High School. Seinen ersten Vertrag unterschrieb er am 1. Februar 2013 bei Nagoya Grampus. Der Verein aus Nagoya spielte in der höchsten Liga des Landes, der J1 League. Für den Verein absolvierte er sechs Erstligaspiele. 2016 wechselte er nach Yamaguchi zum Zweitligisten Renofa Yamaguchi FC. Für Renofa absolvierte er zehn Ligaspiele. 2017 unterschrieb er einen Vertrag beim Ligakonkurrenten Kyōto Sanga. Für den Verein aus Kyōto absolvierte er 35 Ligaspiele. 2020 wechselte er nach Kuwana zum Viertligisten Veertien Mie. Zehnmal stand er für den Klub in der vierten Liga auf dem Spielfeld.
Am 1. Februar 2021 beendete Reo Mochizuki seine Karriere als Fußballspieler.